# Serviço de Informação Aeronáutica
O Serviço de Informação Aeronáutica, ou simplesmente AIS (do inglês Aeronautical Information Service), é uma atividade da aviação civil. Este serviço informativo é prestado aos profissionais envolvidos com as operações de aeronaves – principalmente pilotos – e seu objetivo principal é garantir o fluxo de toda informação necessária à segurança, regularidade e eficiência da navegação aérea.
Por conta desse objetivo, a principal responsabilidade do profissional AIS é a de disponibilizar aos usuários toda a informação necessária ao correto planejamento e execução de um voo seguro, tendo em vista que qualquer omissão ou incorreção de informações implica grave perigo à segurança.

## AIS no mundo
No mundo, o AIS é estabelecido pela OACI (em inglês: ICAO), por intermédio do Anexo 15 e do Doc 7383, ambos complementos da Convenção de Chicago (Doc 7300).

### IAIP
O Anexo 15 da Convenção de Chicago (ou simplesmente "Anexo 15 da OACI") estabelece que os países signatários da Convenção devem possuir um Serviço de Informação Aeronáutica (AIS) e que ao AIS cabe organizar e publicar as informações aeronáuticas na forma de um Pacote Integrado de Informações Aeronáuticas (em inglês: Integrated Aeronautical Information Package - IAIP) composto pelos seguintes elementos:
- Publicação de Informações Aeronáuticas (Aeronautical Information Publication - AIP), suas Emendas (Amendment - AMDT) e Suplementos (Supplement - SUP).
- Circulares de Informação Aeronáuticas (Aeronautical Information Circulars - AIC).
- Avisos aos Aeronavegantes (Notice to Airmen - NOTAM).
- Listas de Verificação (Checklists) e Listas de NOTAM em Vigor (Resumos de NOTAM).
- Boletins de Informação Prévia ao Voo (Pre-flight Information Bulletins - PIB).

Cada elemento é utilizado para divulgar tipos específicos de informação aeronáutica.

## ARO

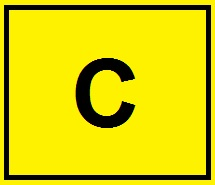
O símbolo internacional do ARO. De acordo com a OACI, o setor ARO faz parte do Serviço de Tráfego Aéreo (ATS), não do Serviço de Informação Aeronáutica (AIS).

No âmbito da aviação civil internacional, o Anexo 2 (Rules of the Air - Regras do Ar) da Convenção sobre Aviação Civil Internacional instituiu o conceito de Air Traffic Services Reporting Office ou ATS Reporting Office, abreviadamente denominado ARO. O ARO é um setor estabelecido com o propósito de receber, dos PIC (pilotos-em-comando) ou DOV (Despachantes Operacionais de Voo), relatórios afetos aos serviços de tráfego aéreo (ATS), assim como receber também os planos de voo (PLN) submetidos pelos PIC e DOV antes da decolagem.
Consequentemente, sempre que um PIC ou DOV desejar apresentar um plano de voo (antes da decolagem) ou um relatório reportando (por exemplo) algum problema com o serviço de tráfego aéreo (geralmente após o pouso), esse piloto ou despachante deverá dirigir-se ao ARO do aeródromo em que se encontrar.
Para facilitar a identificação e localização de um ARO dentro do aeródromo, o Anexo 2 da Convenção de Chicago instituiu um símbolo padrão para representar esse setor. O símbolo consiste na letra C maiúscula, grafada na cor preta sobre um retângulo de cor amarela. A letra C é uma referência à palavra inglesa Clearance, que significa "liberação" ou "autorização": refere-se explicitamente à autorização de decolagem (denominada departure clearance, clearance delivery ou simplesmente clearance) que só pode ocorrer após o plano de voo apresentado pelo piloto ou despachante de voo ter sido minuciosamente analisado, autorizado e transmitido pelo ARO ao órgão local de serviço de tráfego aéreo.
Nos Estados Unidos, a função ATS de recebimento de planos de voo pelo ARO foi substituída por um sistema automatizado (computacional) de clearance denominado Pre-Departure Clearance System ("Sistema de Autorização Pré-Decolagem"), ou simplesmente PDC.

## AIS no Brasil
O Brasil é signatário da Convenção de Chicago e portanto um dos Estados-membros da OACI.
No Brasil, o órgão responsável pela regulamentação e gerenciamento do AIS é o Departamento de Controle do Espaço Aéreo (DECEA), por intermédio do Sistema de Controle do Espaço Aéreo Brasileiro (SISCEAB). O DECEA é uma Organização Militar (OM) do COMAER.
O website oficial do AIS brasileiro é a AISWEB.
O AIS brasileiro é constituído por atividades que envolvem a coleta, a consolidação, o processamento e principalmente a disponibilização e divulgação de todas as informações aeronáuticas relevantes para as operações aéreas. Essas informações normalmente incluem:
1. Cartas de navegação aérea (disponibilizadas pelo Instituto de Cartografia da Aeronáutica - ICA).
2. Regras gerais de circulação aérea civil pelo país.
3. Regras de circulação por aerovias, classes e segmentos do espaço aéreo brasileiro.
4. Informações relativas às facilidades (bancos, restaurantes, empresas de transporte terrestre etc.) existentes em aeródromos nacionais e internacionais brasileiros.
5. Notícias atualizadas e relevantes a respeito de aeródromos e auxílios-rádio aeronáuticos operando com restrições: equipamentos de radionavegação ou de telecomunicações desligados; aeródromos temporariamente "fechados" para voos VFR (pistas de pouso e decolagem impraticáveis) devido ao mau tempo; presença de obstáculos significativos (permanentes ou temporários, fixos ou móveis, terrestres ou aquáticos) nas proximidades da pista de pousos e decolagens (guindastes, árvores, edifícios construídos com altura irregularmente superior à máxima permitida etc.); helipontos instalados (ativados), fechados (interditados: operações suspendidas temporariamente) ou cancelados (desativados: fechados permanente e definitivamente); etc.
6. Tabelas de conversão de unidades, de nascer e por-do-sol, de temperaturas, de indicadores de localidade de aeródromos etc.
7. Alertas referentes à ocorrência de: saltos de paraquedistas; ativação de espaços aéreos restritos, perigosos ou proibidos; voos de veículos aéreos não-tripulados (VANT); exercícios de tiro real militar no espaço aéreo; aerodemonstrações (acrobacias aéreas); rebocamento de faixas; etc.
8. Outras informações relacionadas à disponibilidade de equipamentos, instalações e serviços, assim como qualquer outra informação que possa ter relevância para a operacionalidade, qualidade e segurança da Circulação Aérea Geral.

### IAIP no Brasil
A OACI tem como foco a aviação civil internacional. Contudo, países contratantes podem adotar um modelo nacional similar ao da OACI. É o caso do Brasil: com o objetivo de juntar, organizar, classificar, consolidar e integrar todas as informações aeronáuticas, bem como facilitar a pesquisa, objetividade e consulta das informações, o AIS brasileiro adotou o formato de IAIP, exceto por uma diferença: o Brasil não publica Resumos de NOTAM.
Ainda, o Brasil elabora uma publicação aeronáutica adicional, que objetiva complementar o IAIP brasileiro. Essa publicação é denominada Publicação Auxiliar de Rotas Aéreas ou simplesmente ROTAER.
A consulta a cada elemento do IAIP brasileiro é realizada acessando-se a AISWEB (exceto as AIC Internacionais, que atualmente estão disponíveis apenas no website de publicações do DECEA. A lista a seguir enumera os elementos do IAIP brasileiro e os respectivos endereços para consulta eletrônica:
- AIP (última versão da AIP, já com a AMDT mais recente)
- Suplementos AIP
- AIC Nacionais (AIC-N) e AIC Internacionais (AIC-A)
- Listas de Verificação de NOTAM em vigor[nota 7]
- PIB (de Localidade e de FIR).[nota 10]

### ROTAER
O Brasil elabora uma publicação exclusivamente voltada à Circulação Aérea Nacional: a Publicação Auxiliar de Rotas Aéreas (ROTAER). Essa publicação complementa o IAIP brasileiro e é voltada aos voos nacionais, por isto apresenta algumas informações específicas da aviação nacional, tais como:
1. Abreviaturas de uso exclusivamente nacional.
2. Resumo das normas nacionais de aviação civil.
3. Indicadores de localidades brasileiras (aeródromos nacionais).
4. Informações sobre aeródromos brasileiros e seus serviços, auxílios e facilidades.

### Sala AIS

#### Sala AIS de Aeródromo
Embora o Anexo 2 da Convenção de Chicago tenha atribuído ao ARO a função de atuar como parte do ATS (Serviço de Tráfego Aéreo), ao invés de como parte do AIS (Serviço de Informação Aeronáutica), no Brasil o Comando da Aeronáutica (COMAER) optou por incluir o ARO no rol de setores que fazem parte do Serviço de Informação Aeronáutica. Por conta disso, o COMAER expediu a norma administrativa ICA 53-2, intitulada "Sala de Informação Aeronáutica (Sala AIS)", que criou um conceito que não existe na OACI: o conceito de Sala de Informação Aeronáutica de Aeródromo (Sala AIS de AD). Essa mesma norma também criou o conceito de Sala de Informação Aeronáutica de órgão ATC (Sala AIS de ATC). No caso, a Sala AIS de AD é operada por profissionais do AIS, portanto essa sala substitui o ARO e, neste tipo de sala, os profissionais do AIS trabalham no lugar dos profissionais do ATS.
Tendo em vista que no Brasil a finalidade da "Sala AIS de AD" é a de substituir o ARO, a ICA 53-2 preceitua que uma Sala AIS de AD é um órgão instalado em um aeródromo civil ou militar com a finalidade precípua de:
| “ | ...prestar o serviço de informação prévia e posterior ao voo e receber os planos de voo e mensagens correlatas que se apresentam antes da saída das aeronaves, bem como os informes referentes ao serviço de tráfego aéreo. | ” |
|   | — Item 1.2.19 da ICA 53-2. |   |